# Điện ảnh Hy Lạp
Điện ảnh Hy Lạp (tiếng Hy Lạp: Ελληνικός κινηματογράφος) là tên gọi ngành công nghiệp Điện ảnh của nước Cộng hòa Hy Lạp.

## Lịch sử hình thành và phát triển
Ngành công nghiệp điện ảnh Hy Lạp ra đời năm 1936, trải qua nhiều biến cố, thăng trầm đã đạt đến đỉnh cao vào các thập niên 50, 60, 70 của thế kỷ XX và phát triển liên tục đến tận ngày nay.

### Hãng phim
- Madbox Entertainment (operates its own studios)
- Finos Films (operates its own studios)
- Karagiannis Karatzopoulos
- Village Films Hellas  (Greek branch of Village Roadshow)
- Cinegram
- Odeon Hellas
- Make a Movie in Greece - Media Productions
- Stefi
- CL productions
- Audiovisual (biggest distributor)
- Karamanos Studios (biggest studios in Hy Lạp)
- Novak Films (operates own studios)

*Skouras Films (Film Distribution)
*Master (Film Distribution)

### Phim nổi tiếng
- 1999 Safe Sex, Michalis Reppas - Thanassis Papathanasiou
- 2000 Risoto, Olga Malea
- 2001 To klama vgike apo ton paradeiso, Michalis Reppas - Thanassis Papathanasiou
- 2002 Dekapentaugoustos, Constantine Giannaris
- 2003 Politiki Kouzina, Tassos Boulmetis
- 2004 Nyfes, Pantelis Voulgaris
- 2004 Hardcore, Denis Iliadis
- 2005 Loufa kai paralagh: Seirines sto Agaio, Nikos Perakis
- 2005 Loukoumades me Meli, Olga Malea
- 2005 H chorodia tou Charitona, Grigoris Karantinakis
- 2006 5 Lepta akoma, Giannis Xanthopoulos
- 2006 Straight Story, Kostas Kapakas
- 2007 Mia Melissa to Augousto, Thodoris Atheridis
- 2007 Alter Ego, Nikos Dimitropoulos
- 2007 El Greco, Yannis Smaragdis
- 2007 Gia Proti Fora Nonos, Olga Malea
- 2009 Kynodontas, Dogtooth by Yorgos Lanthimos
- 2009 Evil, in the time of heroes, Giorgos Nousias
- 2009 Plato's Academy (Akadimia Platonos), Filippos Tsitos
- 2009 A Woman's Way (Strella (2009 film)), Panos H. Koutras
- 2010 Attenberg, Athina Rachel Tsangari
- 2011 Alps (film), Yorgos Lanthimos

### Nhà làm phim tên tuổi
| - Chris Bachtzoglou - Theo Angelopoulos - Angeliki Antoniou - Tassos Boulmetis - Spiro Carras - Michael Cacoyannis - George Pan Cosmatos - Yannis Dalianidis - Costa Gavras - Vasilis Georgiadis - Constantine Giannaris - Takis Kanellopoulos - Kostas Kapakas - Christos N. Karakasis - Nikos Koundouros - Giorgos Lanthimos - Orestis Laskos - Olga Malea | - Nikos Nikolaidis - Nikos Panagiotopoulos - Nikos Perakis - Vassilis Photopoulos - Alekos Sakellarios - Yannis Smaragdis - Nikos Tsiforos - Giorgos Tzavellas - Thanasis Veggos - Takis Vougiouklakis - Pantelis Voulgaris - Giorgos Arvanitis - Andreas Sinanos - Kostas Margaritis |  |

### Diễn viên nổi tiếng
| - Katina Paxinou - Manos Katrakis - Vangelis Kazan - Vassilis Diamantopoulos - Timos Perlegas - Tzeni Karezi - Kostas Kazakos - Melina Mercouri - Dinos Iliopoulos - Kostas Hadjichristos - Irene Papas - Andreas Barkoulis - Stratos Tzortzoglou - Nikos Kourkoulos - Kostas Voutsas - Giorgos Foundas - Spiros Kalogirou - Dionyssis Papayannopoulos - Vassilis Logothetidis - Orestis Makris - Nikos Kalogeropoulos - Thanasis Veggos - Nora Valsami - Argyris Thanasoulas | - Rena Vlahopoulou - Ellie Lambeti - Martha Karagianni - Mary Chronopoulou - Aliki Vougiouklaki - Giorgos Kimoulis - Dimitris Horn - Dimitris Papamichael - Yannis Bezos - Sotiris Moustakas - Takis Moschos - Georges Corraface - Zoe Laskari - Stathis Psaltis - Stamatis Gardelis - Panos Mihalopoulos - Alekos Tzanetakos - Thodoris Atheridis - Evelina Papoulia - Antonis Kafetzopoulos - Lakis Lazopoulos - Spiros Focás - Errikos Litsis - Dimitris Petratos |  |